# سيزار سواريز
سيزار سواريز (بالإسبانية: César Suárez)‏ هو دراج فنزويلي، ولد في 16 أكتوبر 1984.

## وصلات خارجية
- سيزار سواريز على موقع أرشيف الدراجات (الإنجليزية)
- سيزار سواريز على موقع إحصائيات الدراجات الإحترافية (الإنجليزية)